# المحدة (كعيدنة)

تعديل مصدري - تعديل

المحدة هي إحدى قرى عزلة أسلم ناشر بمديرية كعيدنة التابعة لمحافظة حجة، بلغ تعداد سكانها 1351 نسمة حسب تعداد اليمن لعام 2004.